# Parafia św. Józefa w Głogowie Małopolskim
Parafia św. Józefa w Głogowie Małopolskim (Niwa) – parafia rzymskokatolicka znajdująca się w diecezji rzeszowskiej w dekanacie Głogów Małopolski. Erygowana 27 sierpnia 2006 roku.